# Binda, New South Wales
Binda är en ort i Australien. Den ligger i kommunen Upper Lachlan Shire och delstaten New South Wales, i den sydöstra delen av landet, omkring 180 kilometer väster om delstatshuvudstaden Sydney.
Trakten runt Binda är nära nog obefolkad, med mindre än två invånare per kvadratkilometer.. Närmaste större samhälle är Crookwell, omkring 17 kilometer sydost om Binda.
I omgivningarna runt Binda växer huvudsakligen savannskog. Genomsnittlig årsnederbörd är 862 millimeter. Den regnigaste månaden är februari, med i genomsnitt 172 mm nederbörd, och den torraste är oktober, med 36 mm nederbörd.